# Porpidia speirea
Porpidia speirea är en lavart som först beskrevs av Erik Acharius och som fick sitt nu gällande namn av August von Krempelhuber. 
Porpidia speirea ingår i släktet Porpidia och familjen Lecideaceae. Arten är reproducerande i Sverige. Inga underarter finns listade i Catalogue of Life.